# モデルグラフィックス
『モデルグラフィックス』（Model Graphix）は、日本の月刊模型雑誌である。毎月25日発売。編集はアートボックス、発行は大日本絵画。略称は『MG誌』、『モデグラ』。

## 概要
1984年、『月刊ホビージャパン』（HJ）の編集部を退職した市村弘が設立したアートボックスより11月号から創刊された。創刊初期は編集長の市村始め編集スタッフおよびモデラーの大半がHJからの引き抜き組だった。当初はHJと同じ左綴じだったが、1990年11月号から右綴じに変更になっている。
誤字、脱字、レイアウト間違いなどが多く、背表紙の月度、通算号表記が間違えたまま発売されたものもある。
1997年には、戦車を主とした陸上物のミリタリー模型専門誌として『アーマーモデリング』誌を隔月出版、後に月刊化している。同様に航空機を扱う『スケールアビエーション』、艦船を扱う『ネイビーヤード』も派生し、総合誌である本誌では満足しきれない読者層をフォローしている。

## 誌面の特徴と関連企画
創刊時から現在にいたるまで、従来的な製作手順記事・文字情報中心の構成ではなく、大写しの模型の写真を中心にした誌面デザインを強く意識しているのが特徴である。創刊当時から「模型を題材としたグラフ誌」を標榜しており、写真1枚で1ページもしくは見開きを使うといった贅沢な誌面を特色とした。
創刊当時は市村の得意分野であるミリタリー・SFムービー関連や、彼の人脈に拠るオリジナルビデオアニメーションキャラクターの模型化記事が主流を占めていた。「ミリタリー冬の時代」に突入後はミリタリー記事の割合は減少していく。その後、『機動戦士Ζガンダム』『機動戦士ガンダムΖΖ』のデザインワークスと連動した記事を展開。連載企画『ガンダム・センチネル』はその流れから生まれた。
ヒット企画となった『ガンダム・センチネル』以降はそのスタイルを踏襲し、誌面作りや作例においてグラフィックデザインに重きを置き、ガンプラなどの主にアニメモデルやSFモデルといった架空のガジェットにスケールモデル的な観点やテクニックを取り入れた作例や、一発ネタの飛び道具的なケレン味と遊び心溢れる作例が数多く誌面を飾っている。逆に、スケールモデル記事であっても、それらに興味が無い読者にも関心を持ってもらえる様な工夫を凝らしている。
また1996年からの『新世紀エヴァンゲリオン』の模型ファンとアニメファンの双方を意識した硬軟入り乱れた独特の作例記事、同時期に模型関連イベント『ワンダーフェスティバル』のレポート記事に大きくページを割き、その中でも特に美少女フィギュアを大判の写真を使って紹介するなどした。
創刊当時より、宮崎駿によるプライベート性の強い貴重な連載記事が掲載されている。世界的に著名なアニメーション作家であり、また日本屈指のミリタリーマニアでもある彼の趣味性が十二分に発揮される場となっている。特に1984年から連載された『宮崎駿の雑想ノート』の一編『飛行艇時代』が後に『紅の豚』として映画化された事で、一般向けメディアからも注目を受け、宮崎がミリタリーマニアでもある事が一般メディアでも知られるきっかけとなった。その後も実際の戦闘記録を基にした『泥まみれの虎』などが発表され、2009年4月号より堀越二郎と九試単戦を主題にした『風立ちぬ』の連載が開始し、同誌の看板連載のひとつとなっている。
また早くからDAICON FILMメンバーが誌上に登場しており、当時のモデルグラフィックス誌上で独占的に連載されていた『王立宇宙軍 オネアミスの翼』の制作進行連載にてDAICON FILMからガイナックスへと至る過程を詳細に見る事が出来る。これが縁となりモデルグラフィックス誌において旧日本軍空戦史『大西画報』を連載していた大西信之は『オネアミスの翼』のOP・EDイラストレーションを担当することとなった。
そして市村がHJ在籍時に担当していた、横山宏による連載企画『S.F.3.D』が、1990年代後半より『マシーネンクリーガー (Ma.K.)』と改名して復活連載されている。同企画は市村が設定作成やショートストーリーの執筆を行うなど深く関わっており、これも同誌から外せない柱のひとつとなっている。
この他にメインライターで元編集長のあさのまさひこらによる模型文化周辺にまつわる事象・話題に関しても深く積極的に取り扱っている。
『ガールズ&パンツァー』特集号である2013年1月号（[特集] ガールズ&パンツァー日本戦車道連盟認定オフィシャルガイドブック）が発売後完売して雑誌としては異例となる増刷をし、増刷分も完売して再増刷され、同年4月号（[特集] ガールズ&パンツァー日本戦車道連盟認定オフィシャルガイドブック2）も増刷された。

## ワンダーフェスティバル関連記事
ワンダーフェスティバル開催後に組まれる特集号では、所謂美少女フィギュアが表紙を飾ることもあった。当日に販売された物品の写真のみならずイベントを巡る事象についてまで多くのページを割いた特集記事が組まれていた。1990年代には同イベントに参加していたディーラーの厚意で譲渡されたガレージキットを読者プレゼントにしていたこともある。（もちろん参加ディーラーは読者プレゼントであることを理解した上で譲渡していた）
当時、この特集で取り上げられる事はモデラーやサークルにとって名誉である以上に大きな宣伝効果があり、次回イベント時の集客アップや、マスプロダクツ化へとつながっていた。
しかし2007年5月号のワンフェス特集からはページ数が模型関係他誌と同程度に抑えられ、表紙へのフィギュアの掲載もされなかった。これは、ワンフェス特集号について、表紙および誌面の大部分が美少女フィギュアで埋め尽くされる偏りに対して旧来の読者からの批判が強くそれに応えた事と、インターネットを中心とする速報性・双方向性の高いメディアの普及により同イベントを月刊誌の発行ペースで大きく取り上げる意義の低下を理由としており、今後はワンフェスを特集扱いしないことも表明している。

## アートボックス編集の他の模型誌
月刊アーマーモデリング
ミリタリーモデル専門誌。毎月13日発売。
隔月刊スケールアヴィエーション
飛行機モデル専門誌。SFイラストレーターでMa.K.原作者の横山宏がスーパーバイザーを務める。偶数月13日発売。

## 関連ブランド
モデルカステン
アートボックスのガレージキットブランド。1/35戦車モデル用のインジェクションキャタピラやアクセサリーパーツ、「マシーネンクリーガー」のキャラクターなどを発売している。1990年には岡山のメカニカル系ブランドTVC-15と共同で「サンダーバード１号」、「サンダーバード３号」のソフトビニール・モデルキット（インジェクションパーツを含む）も販売。
MG.O.C.K.
『ガンダム・センチネル』関連のガレージキットを販売するために立ち上げられたブランド。Model Graphix Original Cast Kitの略称。同作のフォトストーリーで使われたモビルスーツのフルスクラッチ作品を徹底的に改修してキット化した。現在は活動していない。

## 主な連載記事
現在連載中の記事及び、過去に連載された記事も含む。五十音順に記載。
- ACHTUNG PANZER!
- 一期一会
- MGメイト
- 大西画報
- オネアミスの翼
- 風立ちぬ
- ガンダム・センチネル
- キ-108改　帰還せず
- 君にも作れるキット改造攻略法
- Q＆A
- 今月のMS少女♥
- 雑多えんたあていめんと。
- サトウ・ユウのインジェクションへの誘い
- 私立出戻りモケイ学園
- STAR FRONT GALL FORCE
- Superior Aircraft of the Third-Reich Series
- 世界の駄っ作機
- 小さな世界の誕生
- 独逸軍具象人形系譜
- 総括的型取講座
- 泥まみれの虎
- なるほどザ業界
- 日本の軍装
- ハッピータイガー
- マシーネンクリーガー
- 宮崎駿の雑想ノート
- MOG MOG
- BANZAI
- History Makers
- 流血の夏

## 主なモデラー
五十音順に
- 哀原善行（仮名）
- 赤羽一宏
- 新井智之
- 伊勢昌弘
- 伊藤霊一
- 岩瀬昭人
- 上村アキヒロ
- 牛久保孝一
- 大木清太郎
- 岡正信
- 小田雅弘
- 草刈健一
- 九龍拳一
- 小池徹弥
- 小松原博之
- 佐藤直樹
- サル山ウキャ男
- 鈴木MkIII信夫
- ChamiII
- 高梨令
- 高橋信二
- 高橋清二
- 武民津秋
- 高安丈太郎
- チック斎藤（斎藤仁孝）
- TVC-15（山本よしふみ）
- 土居雅博
- 東海村原八（若島あさひ）
- 二宮茂樹
- 螺子頭ボンド
- 長谷川やすよし
- 葉山貴之
- 百武俊彰
- 平岩択郎
- 藤島健（藤島康介の実兄）
- 藤田幸久
- 星野利章
- 星光彦
- みすまる☆ましい
- 宮川武
- 森ともひろ
- 横縞みゆき
- U-YA
- 吉田かずのり